# Theope lampropteryx
Espèce
Theope lampropteryx est une espèce d'insectes lépidoptères appartenant à la famille  des Riodinidae et au genre Theope.

## Taxonomie
Theope lampropteryx a été décrit par Henry Walter Bates en 1868.

## Description
Theope lampropteryx est un papillon au  dessus de l'aile antérieure marron foncé chez le mâle, marron roux chez la femelle avec une plage bleue au bord interne et une aile postérieure bleu foncé chez le mâle, marron roux nimbé de bleu chez la femelle.
Le revers est de couleur jaune, un peu plus foncé en bordure des ailes antérieures.

## Écologie et distribution
Theope lampropteryx est présent en Guyane, en Guyana, au Surinam et au Brésil,.

### Protection
Pas de statut de protection particulier.